# Дрогобицький музей «Тюрма на Стрийській»
Дрогобицький музей «Тюрма на Стрийській» — структурний підрозділ (відділ) музею «Дрогобичина», який знаходиться на території колишньої катівні НКВС-МДБ-КДБ СРСР у Дрогобичі.

## Історія дрогобицької тюрми
Півстоліття (з 1903 до 1959 року) будинок на вул. Стрийській, 3 у Дрогобичі був символом тоталітаризму та репресій чотирьох окупаційних режимів. На початку ХХ ст. австро-угорська влада спорудила його спеціально для цісарсько-королівського повітового суду.
У будинку в якому нині облаштовано музей, з 1939 року функціонувало Дрогобицьке обласне управління НКВС, з 1941 року — УНКДБ разом зі слідчою тюрмою; у післявоєнний час і до 1959 року — інші органи репресивно-каральних структур СРСР — МДБ, МВС, КДБ.
Утвердження тоталітарного режиму супроводжувалося масовими репресіями. Із зведених даних про знищення в'язнів у тюрмах Західної України з кінця червня до початку липня 1941 кількість жертв становить понад 24 000. З них 1 200 у Дрогобичі.
У жовтні 1990 р. у Дрогобичі розкопали, а вже 14 липня 1991 р. з почестями поховали 486 людських рештків жертв тієї пори.
Вже 12 липня 2012 року, у Дрогобичі відкрито Меморіал «Тюрма на Стрийській».
Першим етапом створення Меморіалу була стіна — гранітні плити-мартиролог із викарбуваними 250 іменами жертв.
У 2013 було облаштовано 2-гу чергу меморіального комплексу-музею. Експозиція якого розповідає про 1 200 невинних смертей останнього тижня червня 1941 р.

## В літературі
Тюрма фігурує в оповіданні «Кістяний дім» у збірці горор-оповідань.

## Світлини

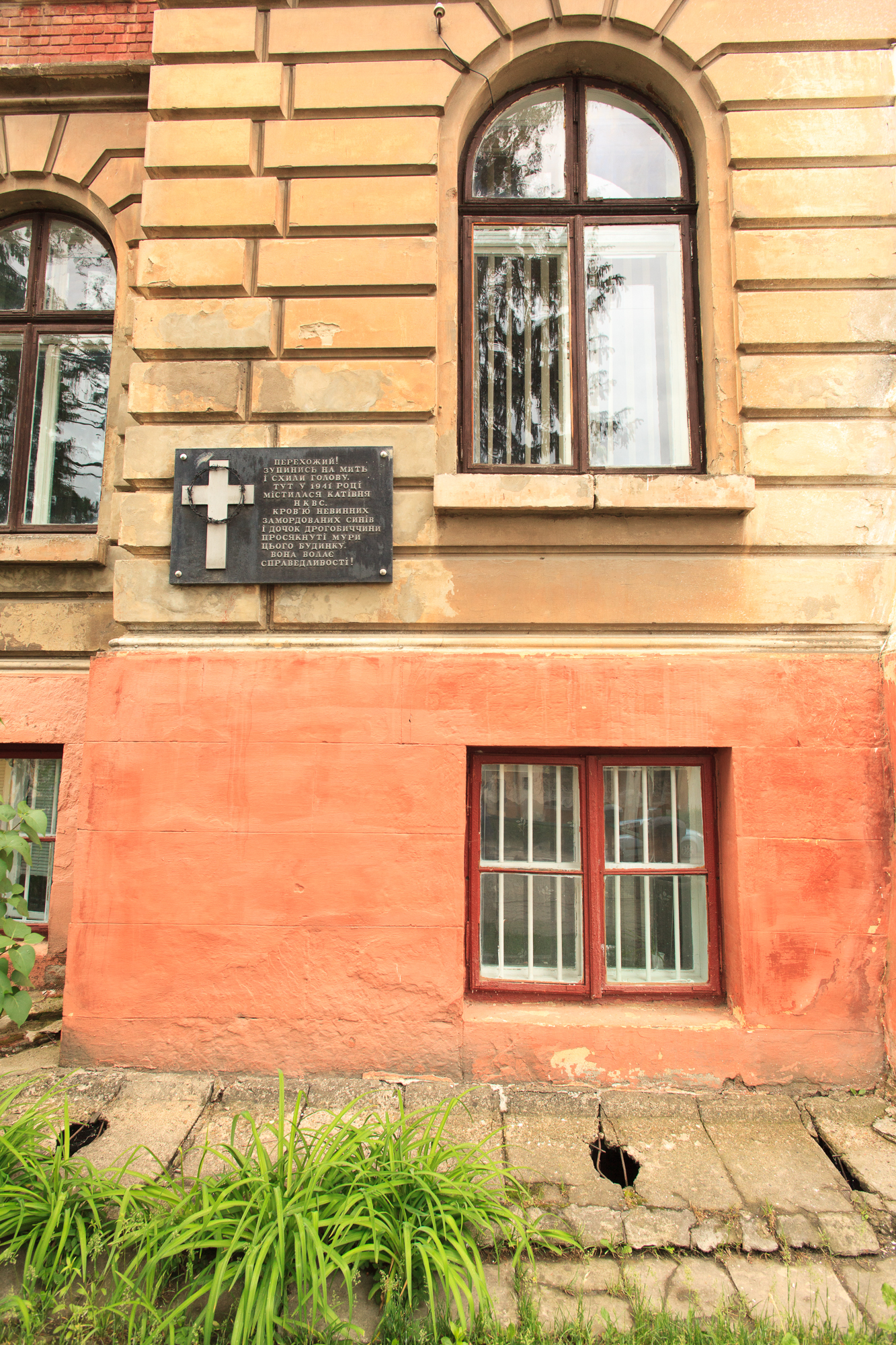
Місце розстрілу жертв репресій
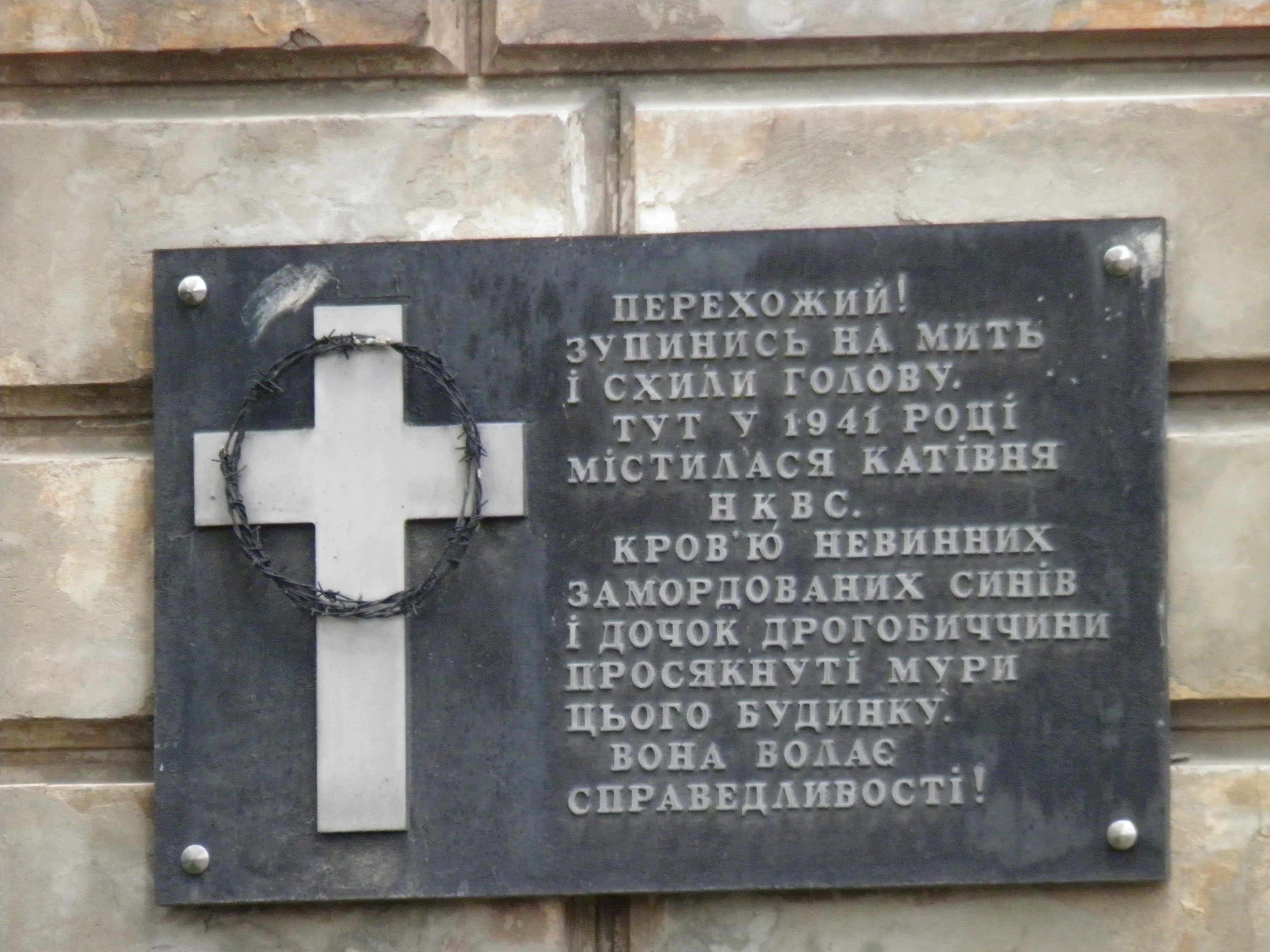
Меморіальна таблиця на місці рострілу репресованих
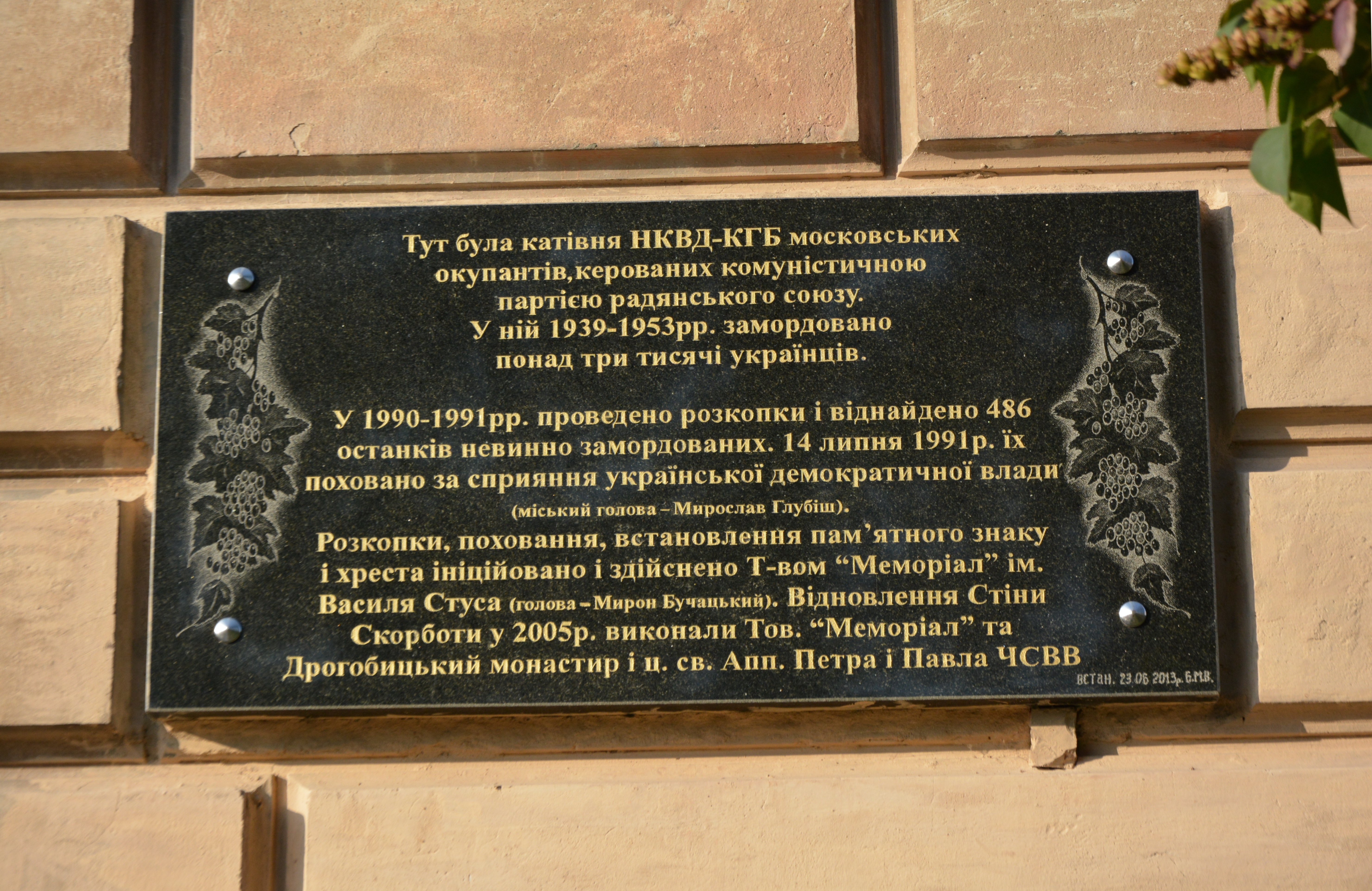
Меморіальна дошка
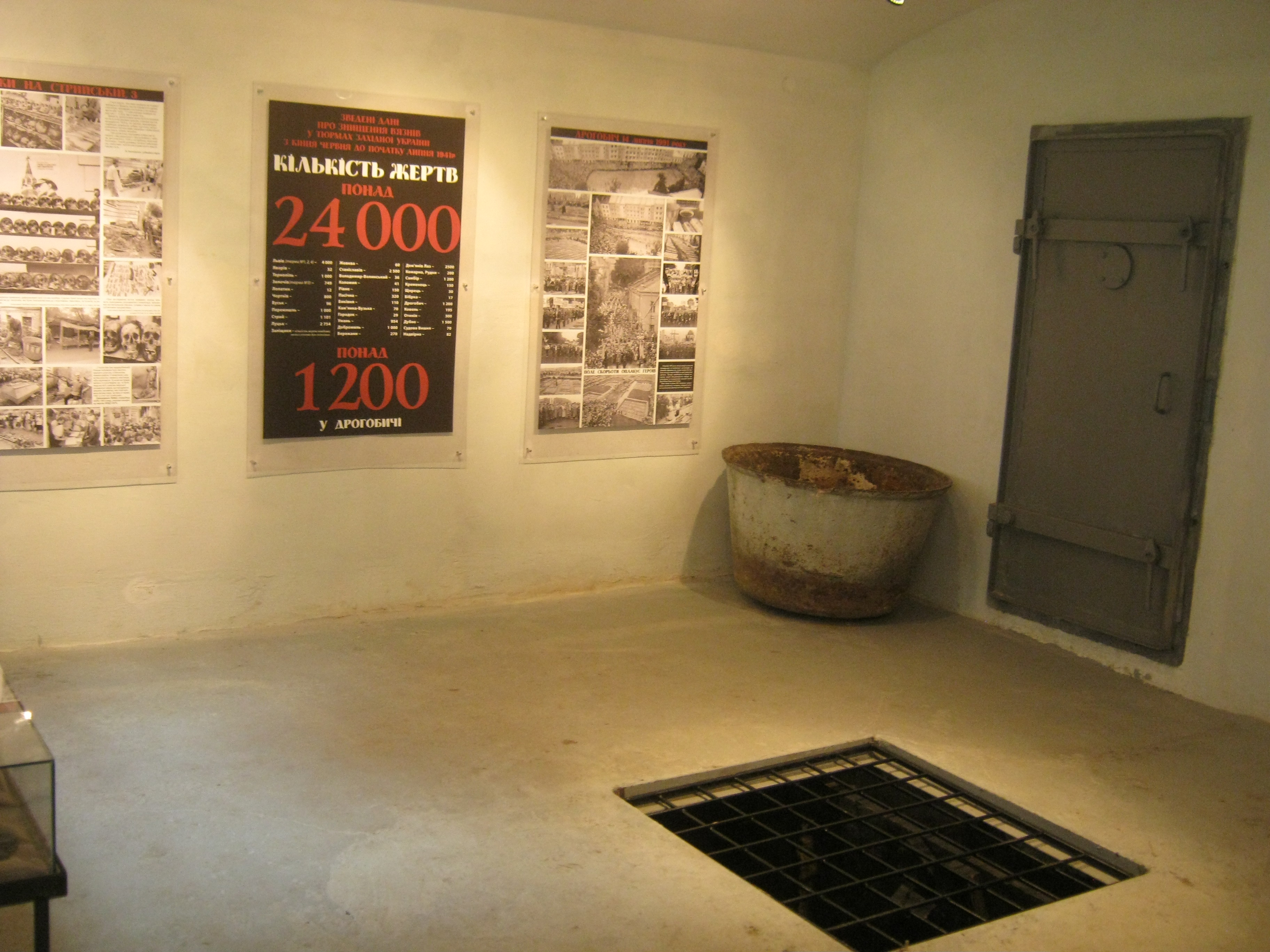
Один із залів музею
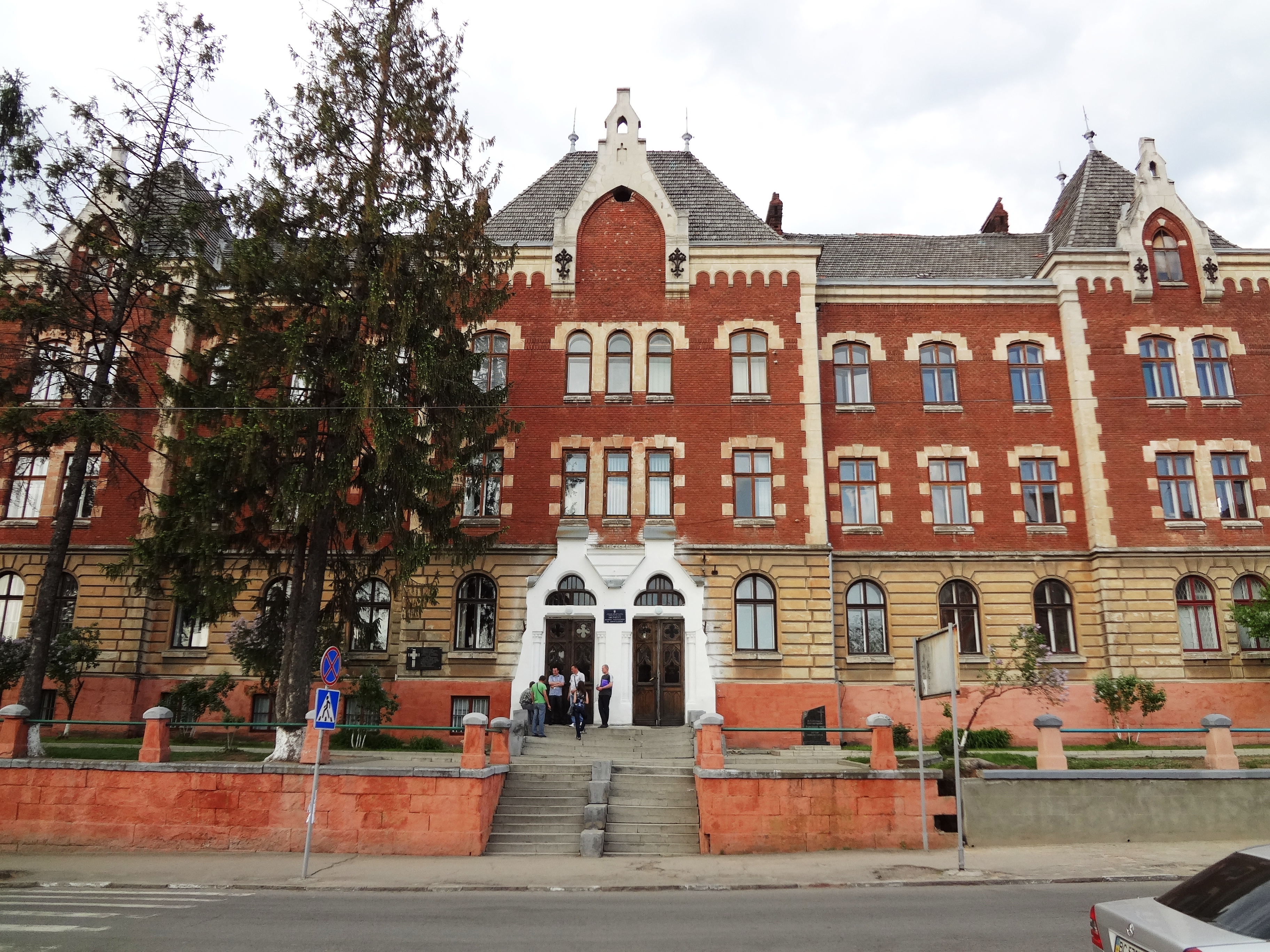
Будинок по вул. Стрийська, 3, в якому нині облаштовано музей, з 1939 року функціонувало Дрогобицьке обласне управління НКВС, з 1941 року - УНКДБ разом зі слідчою тюрмою